# تغريد النجار
تغريد عارف النجار (وُلدت في 28 سبتمبر 1951 في عمّان) من رواد أدب الأطفال الحديث في الأردن. تخرجت من الجامعة الأميركية في بيروت بكالوريوس لغة إنكليزية\دبلوم تربية وعلم نفس عام 1973.
أول كتاب لها كان بعنوان «صفوان البهلوان» الذي نشر عام 1978، وبعدها نشرت ثلاثة عناوين مع دار«الفتى العربي» وستة عناوين أخرى مع المؤسسة العربية للدراسات والنشر لتبدأ رحلتها الشيقة في كتابة قصص للأطفال أثرت بها مكتبة الطفل العربي على مدى سنوات. عملت في سلك التعليم لعدة سنوات كما عملت في مركز هيا الثقافي مسؤولة عن قسم النشر فيه إلى أن أسست «دار السلوى للدراسات والنشر» عام 1996.

## مؤلّفاتها وخبراتها
توجهت تغريد النجار بقصصها للأطفال من عمر 3 سنوات وحتى مرحلة اليافعين. تستخدم منشوراتها ككتب داعمة للمنهاج في كثير من البلدان العربية. لها من المؤلفات ما يزيد عن 65 كتاباً كما أنها قدمت العديد من الأوراق البحثية المختصة بأدب الطفل إضافة إلى مشاركتها بورشات عمل على صعيد محلي وعالمي وكانت عضواً في لجان تحكيم الجوائز كجائزة «اتصالات» وجوائز وزارة الثقافة في الأردن وفي مهرجان القاهرة السينمائي للأطفال.

### المؤلّفات

#### مؤلفات للأطفال
- «فهمان»، دار السلوى، عمّان، 1993.
- «كعك»، دار السلوى، عمّان، 1993.
- «فيفي»، دار السلوى، عمّان، 1993.
- «البطيخة»، دار السلوى، 1993.
- «أشهب»، دار السلوى، عمّان، 1994.
- «ماذا نلعب الآن؟»، دار السلوى، عمّان، 1997.
- «الغول»، دار السلوى، عمّان، 1997.
- «مَن خبّأ خروف العيد؟»، دار السلوى، عمّان، 1999.
- «أحلى يوم»، دار السلوى، عمّان، 2004.
- «بيت للأرنب الصغير»، دار السلوى، عمّان، 2010.
- «أرنب كرمة»، دار السلوى، عمّان، 2011.
- «نشمة وجاسم»، دار السلوى، عمّان، 2011.

#### مؤلفات لليافعين
- «قبعة رغدة»، دار السلوى، 2012. لليافيعن.
- «ستّ الكلّ»، دار السلوى، 2013. لليافعين.
- «لغز عين الصقر»، دار السلوى، 2014. لليافعين.
- «ستشرق الشمس ولو بعد حين»، عمّان، 2017. لليافعين.
- «لمن هذه الدمية»، دار السلوى، 2019. لليافعين.

وُضعت تغريد على قائمة الشرف من مؤسسة أنا ليند/ السويدية سنة 2011 عن قصتها «بيت الأرنب الصغير»، وهي عضوة في رابطة الكتاب الأردنيين.
ترجمت أعمالها التالية إلى لغاتٍ أخرى:
- جدتي نفيسة: ترجم إلى اللغة التركية.
- عندما دقّ الباب: ترجم إلى اللغة السويدية.
- ما المانع؟: ترجم إلى اللغة الإنجليزية.
- قصة «من خبأ خروف العيد؟» ترجمت إلى اللغة الفرنسية وتم نشرها في مجلة للأطفال كما ترجمت إلى اللغة الإنكليزية ونشرت في مجلة World Literature Today.
- الغول: ترجمت إلى اللغة الصينية ونشرت في صحيفة يومية.
- كعك: ترجمت إلى اللغتين السويدية والدانماركية.

## الثيمات المركزية في أدبها
تركز تغريد النجار على البيئة العربية بين فلسطين والأردن الانتقال بين المواسم والأعياد وكذلك كل ما يتعلّق في البادية والمدن والقرى، وكذلك تركز على أدوار عادلة للفتيات وإنصاف الفتيات من خلال منح الفتيات أدوار خارجة عن السائد والمتعارف عليه، أضف إلى ذلك نلاحظ بأن فتيات تغريد النجّار نشيطات وغير خاملات. النقاش البيئي الثقافي الذي يجمل ازدواجية ما حول مكان الحيوان الطبيعي في بيئته وبين البيئة الاصطناعيّة التي تروضه وتدجنه.

## الجوائز والقوائم القصيرة
فازت بعض كتب تغريد النجار بجوائز مهمة وأُدرج بعضها الآخر على اللوائح القصيرة لجوائز إقليمية، مثل:
- 2019: جائزة الاتصالات في فئة أدب اليافعين عن قصّة «لمن هذه الدمية».[4]

- 2017: جائزة اتصالات لأدب الطفل عن قصة«ماذا حصل لأخي رامز» عن فئة أفضل إخراج.[5]
- 2017: القائمة القصيرة لجائزة «اتصالات» لأدب الأطفال عن كتاب العام لليافعين «ستشرق الشمس ولو بعد حين».
- 2017: قائمة «وايت رايفنز» من قبل المكتبة الدولية للشباب في ألمانيا عن كتابها المصور «مغامرة عجيبة غريبة».[6]
- 2014: قائمة «وايت رايفنز» من قبل المكتبة الدولية للشباب في ألمانيا عن كتابها المصور «ما المانع؟».[7]
- 2014: القائمة القصيرة لجائزة «اتصالات» لأدب الأطفال عن روايتها لفئة اليافعين «لغز عين الصقر».
- 2013: القائمة القصيرة لجائزة «اتصالات» لأدب الأطفال عن روايتها لفئة اليافعين «ست الكل».
- 2014: القائمة القصيرة لجائزة الشيخ زايد عن روايتها لفئة اليافعين «قبعة رغدة».
- 2013: القائمة القصيرة لجائزة «اتصالات» لأدب الأطفال عن كتابها المصور «ما المانع؟».
- 2013: مؤسسة الفكر العربي جائزة كتابي- عربي 21 عن قصة «جدتي نفيسة».
- 2013: رُشحت مجموعة «دغدغات موسيقية»- أهازيج الطفولة المبكرة، من خلال المركز الوطني للآداب في المكتبة الوطنية الفرنسية كأحد أفضل إصدارات العالم العربي.
- 2012: القائمة القصيرة لجائزة «اتصالات» لأدب الأطفال عن كتابها المصور «جدتي نفيسة».
- 2010: قائمة الشرف من مؤسسة آنا ليند عن «بيت للأرنب الصغير».
- 2000: قائمة «وايت رايفنز» من قبل المكتبة الدولية للشباب في ألمانيا عن كتابها المصور «الغول».[8]